# 謝漢萍
謝漢萍（1953年—）目前是國立交通大學電機學院院長，同時也是該校光電工程系和顯示科技研究所教授，其專長領域為顯示科技及微光電系統。

## 生平
1992年自美國返回台灣，至國立交通大學光電工程研究所擔任教授至今，研究內容以光資訊儲存與顯示技術為主，曾經主持中央研究院之光資訊儲存之計畫。2003年起擔任交大「電子資訊研究中心」副主任，並主導於2003年在交大成立「顯示科技研究所」，擔任第一位所長，該研究所不僅為全國，且為全世界第一所以「顯示科技」為專業領域的研究所。2004年起被指定擔任主導台灣顯示技術邁入新紀元的國家型計畫「影像顯示大型科技計劃」之共同主持人。他目前擔任國立交通大學電機學院院長，亦是「友達光電」講座教授。
擔任廣東省廣州市 中山大學兼任講座教授
上海交通大學講座教授, TFT-LCD 關鍵材料及技術國家工程實驗室學術帶頭人, 上海交通大學校長特別助理
北京交通大學講座教授
入選中華人民共和國 國家千人計畫。
2005年當選國際信息顯示學會 (SID) 的 Fellow (會士) 是台灣學界第一位有此殊榮者
2006年當選美國光學學會 (OSA) Fellow
2007年當選國際電器與電子工程學會 (IEEE) Fellow
2009年6月24日，中华人民共和国教育部公布2008年度教育部长江学者名单，謝漢萍教授受聘为上海交通大学长江学者讲座教授。
另擔任世界上所有主要光資訊儲存及顯示技術國際會議(如ODS, ISOM, MORIS, APDSC, Intermag, SID, IDMC, IDRC等)等會議議程委員(program committee member, co-chairs)，他並擔任國際資訊顯示學會(Society for Information Display, SID)理事及中華民國總會(Taipei Chapter)－國內最大的資訊顯示團體的理事長，負責會務。在光資訊儲存及顯示技術上已有百餘篇的學術論文發表及三十餘項專利獲得，亦獲得SID 2001.2004年最佳論文獎，他現在並擔任IEEE/OSA J. of Display Technology及J. of SID的副編輯(Assoc. Editor)。
目前的研究領域為：顯示技術、微光機電系統、奈米光學元件和薄膜太陽能技術。
代表論著:
共發表 150 餘篇 SCI 學術論文, 獲授權專利 50 餘項。

## 專業榮譽
- 民國95年度中國工程師學會「傑出工程教授獎」[1]